# HD141675
HD141675 — подвійна зоря. 
Ця подвійна система має видиму зоряну величину в смузі V приблизно 5,9.
Вона розташована на відстані близько 259,7 світлових років від Сонця.

## Подвійна зоря
Головна зоря цієї системи належить до хімічно пекулярних зір й має спектральний клас A3.
Інша компонента має  спектральний клас F2.

## Фізичні характеристики
Зоря HD141675 обертається 
досить швидко 
навколо своєї осі. Проєкція її екваторіальної швидкості на промінь зору становить  Vsin(i)= 71км/сек.

## Магнітне поле
Спектр даної зорі вказує на наявність магнітного поля у її зоряній атмосфері.
Напруженість повздовжної компоненти поля оціненої з аналізу
становить   42,0±  26,0 Гаус.